# Köttmannsdorf (Hirschaid)
Köttmannsdorf ist ein Gemeindeteil des Marktes Hirschaid im oberfränkischen Landkreis Bamberg in Bayern.

## Geografie
Das Dorf liegt unweit des linken Ufers der Regnitz etwa zwei Kilometer südwestlich des Ortszentrums von Hirschaid auf einer Höhe von 249 m ü. NHN.

## Geschichte
Die erste urkundliche Erwähnung des Ortes war im Jahr 1109 unter dem Namen „Chotemaresdorf“. Der Ortsname bedeutet „Dorf des Cotemar“. Bis zum Beginn des 19. Jahrhunderts hatte die Dorfmarkung von Köttmannsdorf der Landeshoheit von reichsunmittelbaren Adeligen unterstanden, die sich in dem zum Fränkischen Ritterkreis gehörenden Ritterkanton Gebürg organisiert hatten. Die im fränkischen Raum für die erfolgreiche Beanspruchung der Landeshoheit maßgebliche Dorf- und Gemeindeherrschaft wurde dabei von der Adelsfamilie der von Soden ausgeübt, in deren Eigentum sich das Rittergut Sassanfahrt befand. Die Geschichte von Köttmannsdorf war dabei eng mit der Geschichte des Ritterguts verbunden, zu dem das Dorf während der gesamten Existenz dieses reichsunmittelbaren Territoriums gehörte. Die Wahrnehmung der Hochgerichtsbarkeit stand hingegen den zum Hochstift Bamberg gehörenden Centamt Bechhofen zu. Als die reichsritterschaftlichen Territorien infolge des Reichsdeputationshauptschlusses mediatisiert wurden, wurde Köttmannsdorf unter Bruch der Reichsverfassung am 1. November 1805 vom Kurfürstentum Pfalz-Baiern annektiert. Damit wurde das Dorf zum Bestandteil der bei der „napoleonischen Flurbereinigung“ in Besitz genommenen neubayerischen Gebiete, was erst im Juli 1806 mit der Rheinbundakte nachträglich legalisiert wurde.
Durch die Verwaltungsreformen zu Beginn des 19. Jahrhunderts im Königreich Bayern wurde Köttmannsdorf mit dem Zweiten Gemeindeedikt im Jahr 1818 zum Bestandteil der eigenständigen Ruralgemeinde Sassanfahrt. Im Zuge der Gebietsreform in Bayern wurde Köttmannsdorf zusammen mit der Gemeinde Sassanfahrt am 1. Mai 1978 nach Hirschaid eingemeindet. Im Jahr 2019 zählte Köttmannsdorf 641 Einwohner.

## Verkehr
Die von Röbersdorf kommende Staatsstraße 2260 läuft am südwestlichen Ortsrand vorbei und führt über Sassanfahrt weiter nach Hirschaid. Der ÖPNV bedient das Dorf an einer Bushaltestelle der Buslinie 978 des VGN. Der nächstgelegene Bahnhof befindet sich in Hirschaid an der Bahnstrecke Nürnberg–Bamberg.

## Baudenkmäler

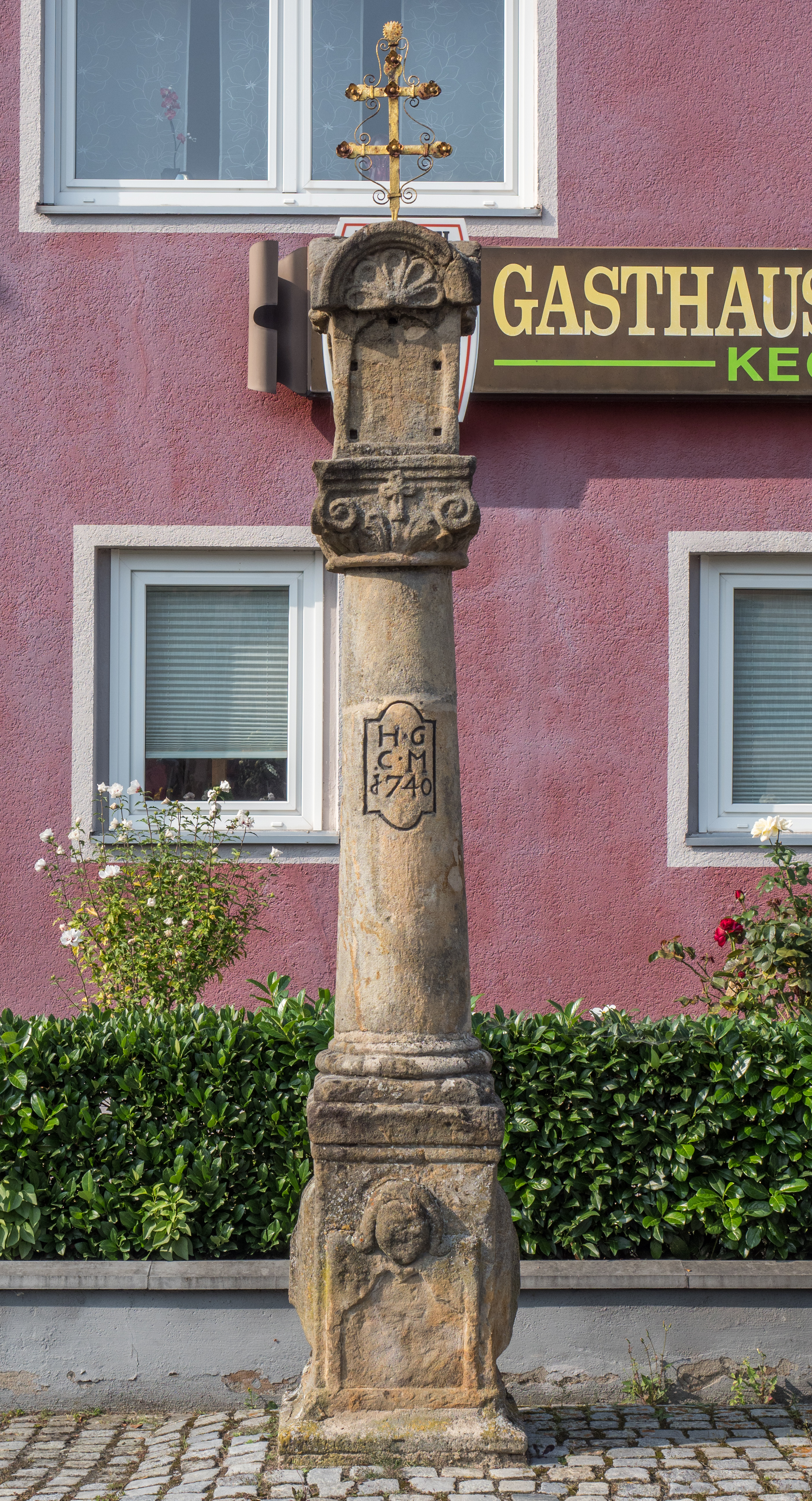
Sandsteinerner Bildstock

In Köttmannsdorf gibt es zwei denkmalgeschützte Objekte, nämlich ein sandsteinerner Bildstock und ein schmiedeeisernes Kreuz.